# 少女的肖像

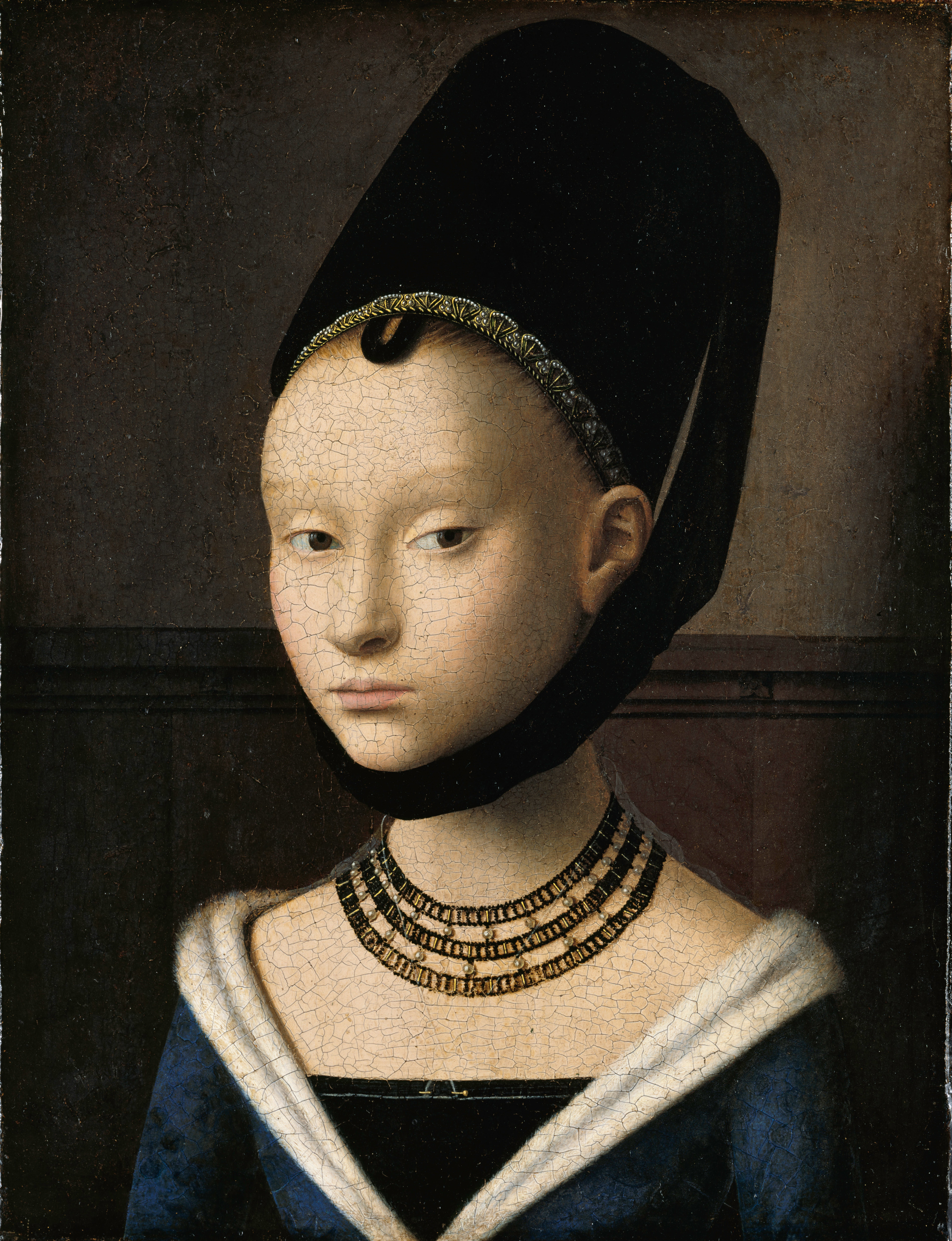
彼得鲁斯·克里斯蒂《少女的肖像》，约1465至1470年完成，29厘米×22.5厘米，现存柏林画廊

《少女的肖像》（英語：Portrait of a Young Girl）是早期尼德兰画家彼得鲁斯·克里斯蒂的小型橡木板油画，估计在1465至1470年完成，是他最后的作品，现存柏林画廊。本画标志着早期尼德兰肖像画风格的重大进步，画中少女所处环境立体而逼真，空气透视效果显著，眼睛看向观众，复杂的表情融矜持、聪慧和机敏于一体。
后世普遍认为《少女的肖像》是北方文艺复兴时期非常精美的肖像画。美术史学家乔尔·阿普顿称，画中少女仿佛“放在黑色天鹅绒靠垫上的打磨珍珠，几乎散发出乳白色的光泽”。画面构造以扬·范艾克和罗希尔·范德魏登的作品为基础，对后世数十年的绘画影响深远。少女的眼睛稍有错位，眉毛略微倾斜，形成耐人寻味的眼神，是画作魅力的重要来源。

## 画作详解
克里斯蒂画中的少女身处狭窄矩形空间，身后是护墙板装饰的墙壁，建筑环境平衡之余又显压抑。女子上衣和身后墙板上的水平平行线将画面分割，再在她衣服领口形成的倒三角形处结合。画作背景渲染在一定程度与当时肖像画的常规做法不符：后世普遍认为扬·范艾克是克里斯蒂的导师，但范艾克经常以精致的内部装饰作为画作背景。相比之下，《少女的肖像》女子背后是暗褐色墙壁，缺乏复杂细节。墙壁由不同材质分成两部分，上方是护壁板顶木条，下方是护墙板。墙壁令少女身处真实的室内环境，估计就是她家里某个位置。

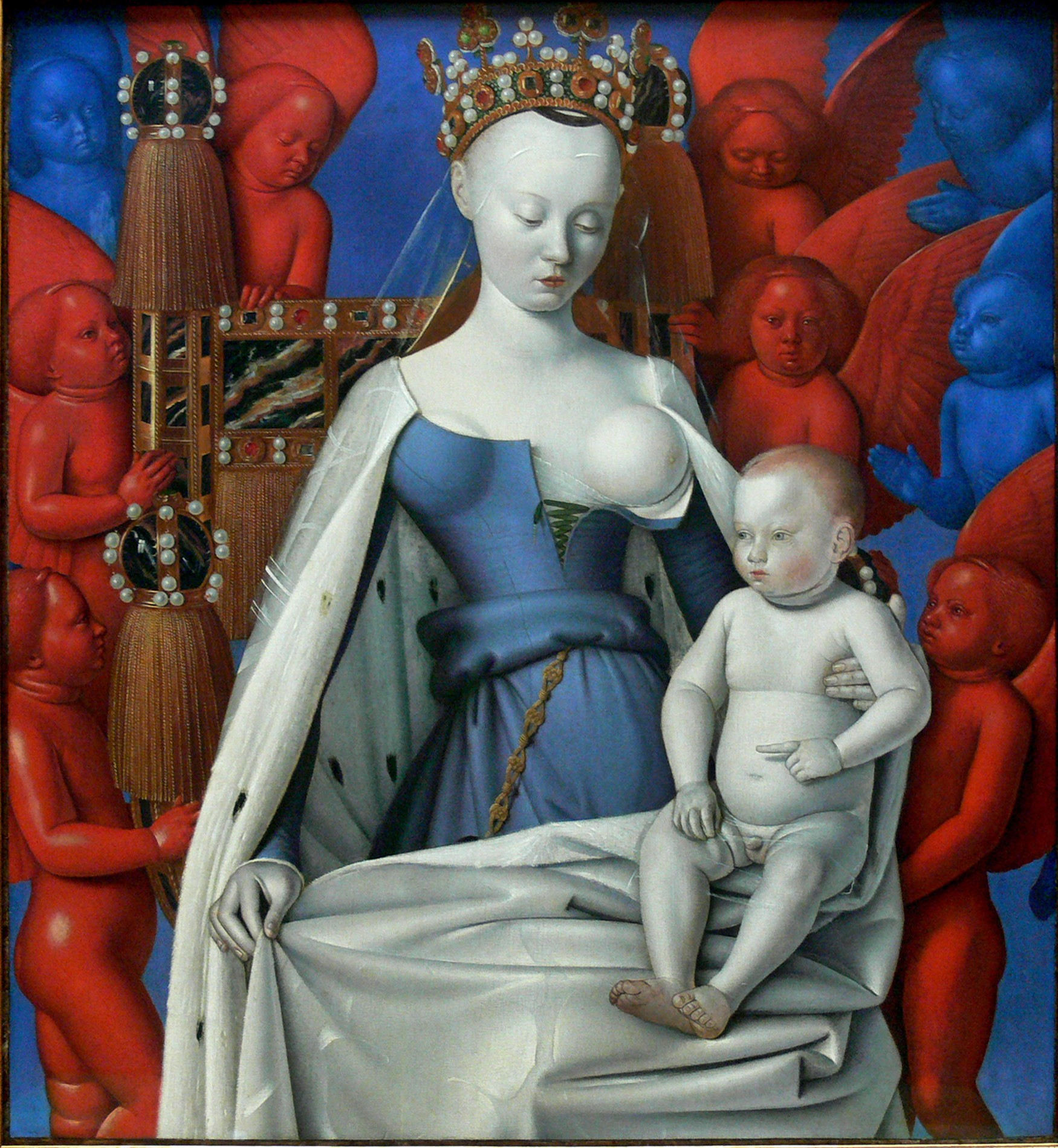
让·富盖《默伦双联画》右半部，1452年完成，现存皇家安特卫普美术馆。这幅作品的完成时间比《少女的肖像》早，同样反映克里斯蒂画作中的哥特式理念。

光线从左侧照入画面空间，影子映在人物身后的墙上，并以少女头上埃宁帽投射的阴影最浓。身后的墙壁加大空间纵深感，有充足位置刻画细节，查尔斯·斯特林（Charles Sterling）认为这样的创作手段显然受到范艾克影响。光线在女孩身后投射出模糊而弯曲的阴影，与她的脸颊和发际轮廊相对比，令画面更趋平衡。

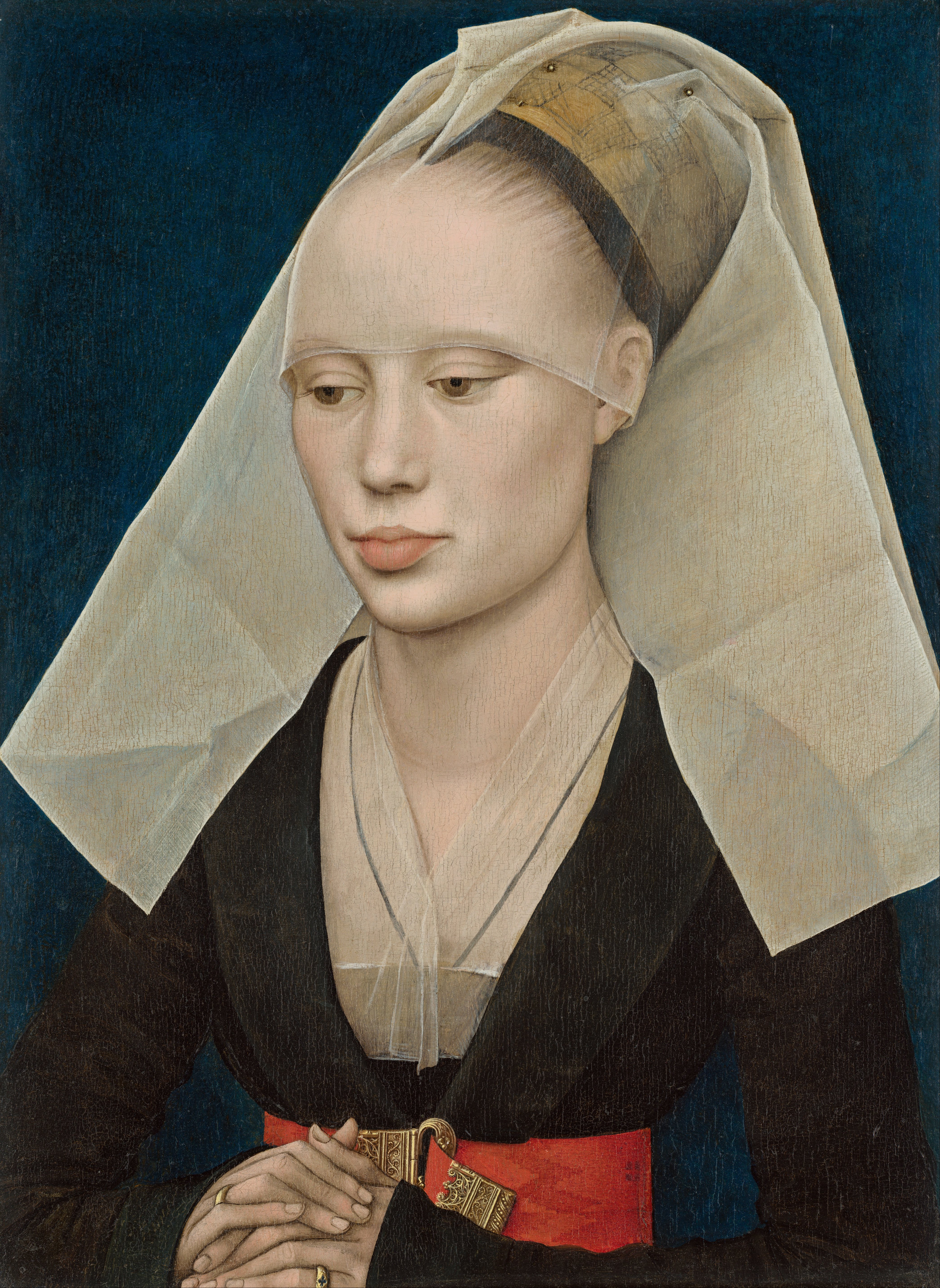
罗希尔·范德魏登约1460年完成的《妇人画像》，现存华盛顿哥伦比亚特区国家美术馆，人物表情和面部特征与《少女的肖像》都有相似之处

少女皮肤白皙，眼睛呈杏仁形，略似东方人，嘴唇显得任性。她的面部器官略显拉长，肩膀狭窄，头发向头顶扎紧，显得额头长到有些不自然，这些特征都体现出哥特式创作风格。少女身着昂贵的衣装和珠宝，看起来异常优雅。她斜视画布方向的眼光颇具穿透力而且体现出自我意识，部分美术史学家觉得这样的眼光令人不安。乔安娜·伍兹-马斯登（Joanna Woods-Marsden）认为，画中女子看来是以如此特殊的神态向观众示意，这即便在意大利肖像画历史上也前所未有。她的示意又因画作的构图变得更加明显，几乎强迫观众把视线集中在人物眼部，似乎想要质疑画家、模特儿、赞助人和观众之间的关系。
少女头上戴着截短或蜂巢式的埃宁帽，这种帽子在当时勃艮第公國宫廷颇为时髦。普拉多博物馆画作《博士来拜》的作者（Master of the Prado Adoration of the Magi）曾在罗希尔·范德魏登手下学习，他的画作《献耶稣于圣殿》（Presentation of Christ）中的供养人像部分有两名年长女子，头上也戴有非常似乎的无尾埃宁帽。下巴下面的黑色带子在同时代画作中很少见，估计是借鉴当时的男式兜帽，这种帽子都有很长的尾带，有时就像画中一样在下巴下面缠住。
画上对服装与饰品细节及纹理的精细渲染可以看出范艾克的影响，白暂皮肤和坚固骨架体现出强烈的范艾克风格，让人想到范艾克作品《阿诺菲尼的婚礼》中的男子。除此以外，克里斯蒂在其他方面不再遵循范艾克和罗伯特·坎平开创的发展方向，不再把人物画得像两位前辈那般丰盈，而是更显高瘦。美术史学家罗伯特·祖卡勒（Robert Suckale）认为，画上瘦长的上半身，在形貂皮衣领和圆筒形的帽子衬托下显得人物身材更高。此外，虽然第一代早期尼德兰画家将人物肖像世俗化，并因新兴中产阶段的赞助获利，但克里斯蒂却选择把少女画成贵族，人物形象骄矜、世故，身上衣装也十分精美。

## 少女身份

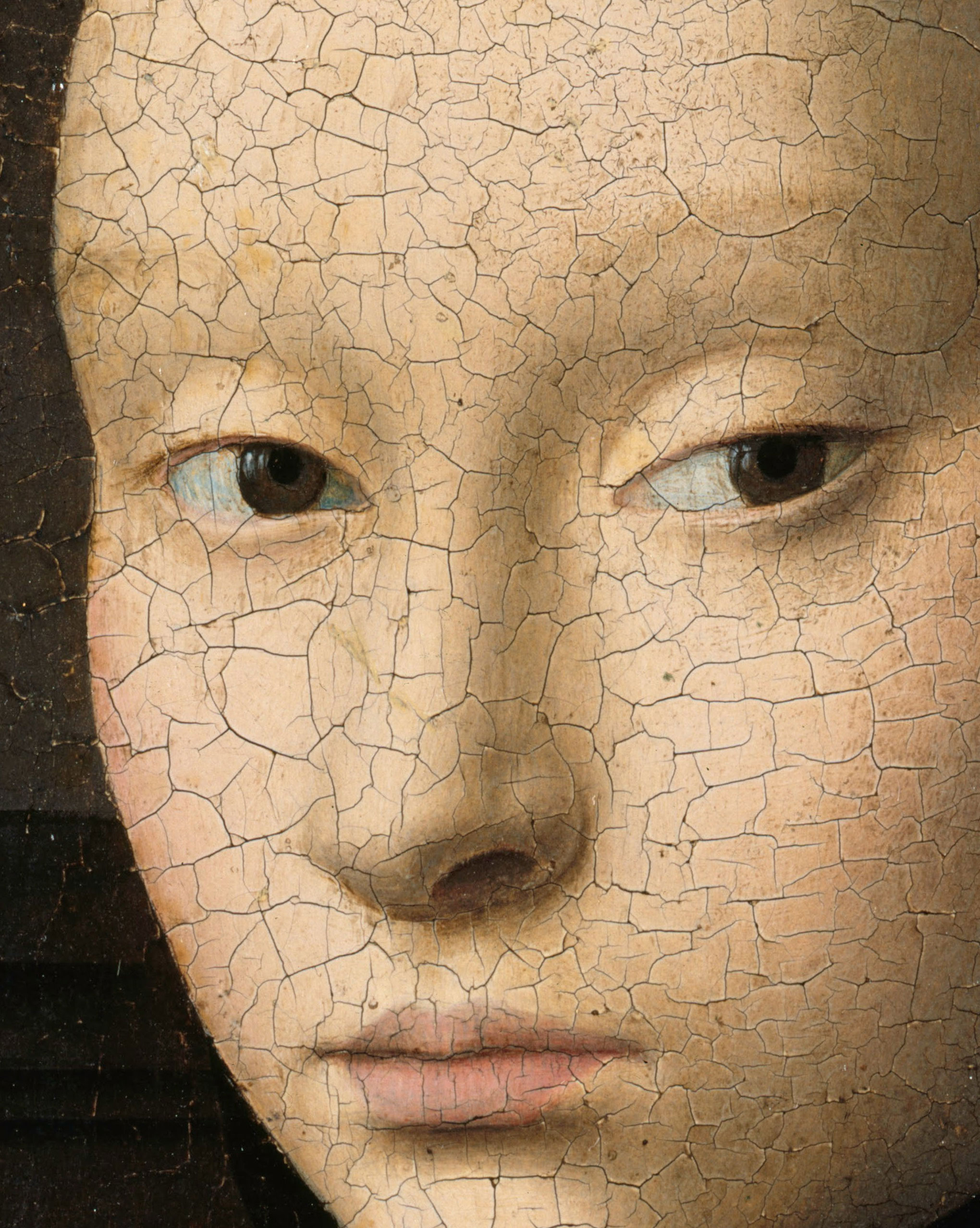
面部细节图，可以看到大量龟裂缝

古斯塔夫·瓦根（Gustav Waagen，日后成为柏林博物馆馆长）曾在肖像画的原始画框（如今已经失落）上看到拉丁语铭文，他在标识年份1824或1825年的信中称，这段铭文除画家签名外，还标明画中人物身份是“塔尔博特家族名人的侄女”。瓦根的研究促使后人一致认为，画中少女是此时以什鲁斯伯里伯爵（Earl of Shrewsbury）为首的英格兰统治阶级塔尔博特家族成员。1863年，乔治·沙夫（George Scharf）对此提出异议，认为这幅画本应与伦敦国家美术馆收藏的《爱德华·格里姆斯顿画像》（Portrait of Edward Grimston，1446年）组成双联画，其中《少女的肖像》放在右翼，如此说来模特儿很可能就是格里姆斯顿的首任夫人爱丽丝（Alice）。1913年，格雷特·林（Grete Ring）认为沙夫的看法不可能正确，因为两幅画的尺寸和背景图案都不匹配，而且《少女的肖像》完成时间很可能比格里姆斯顿画像要晚20到30年。
乔尔·阿普顿（Joel Upton）认可瓦根的分析，他经过调查后认为“塔尔博特家族名人”是在1453年卡斯蒂永战役中阵亡的第一代什鲁斯伯里伯爵约翰·塔尔博特，但约翰·塔尔博特唯一的侄女安卡雷特（Ankaret）已于1421年夭折。洛恩·坎贝尔（Lorne Campbell）认为，考虑到铭文是拉丁语，瓦根可能把原意“孙女”的单词误认作“侄女”。阿普顿认定，画中少女应该是第二代什鲁斯伯里伯爵约翰·塔尔博特（John Talbot, 2nd Earl of Shrewsbury）的女儿安妮（Anne）或玛格丽特（Margaret）。两人的父母在1444至1445年成婚，所以克里斯蒂创作时她们应该还不满20岁。1468年，爱德华四世之妹约克的玛格丽特（Margaret of York）与勃艮第公爵大胆查理成婚，安妮和玛格丽特很可能前往布鲁日观礼此次举世闻名的奢华婚礼。

## 出处
这幅画最早的现存记录是1492年美第奇家族的库房清单，记录称画作是法国女士的油彩半身像，是布鲁日人士（“彼得罗·克雷西”）的作品。但从库房的其他收藏品来看，记录员只是简单把所有北方文艺复兴美术收藏品记为“法国”画作，并不知道这幅画的真正来历。《少女的肖像》价格高达40弗罗林，而且展示的位置十分显眼。这份记录除说明国籍外没有提供任何有关少女身份的信息，说明美第奇家族是出于美学考量而非历史意义收藏本画。

普拉多贤士崇拜的大师约1470年完成的《献耶稣于圣殿》，现存华盛顿哥伦比亚特区国家美术馆

时间进入20世纪后，经欧文·潘诺夫斯基全力推动，克里斯蒂成为公认的15世纪北方文艺复兴重要画家。潘诺夫斯基称赞《少女的肖像》十分迷人，极具法国肖像画风格，这很可能是因为他觉得画中人物同让·富盖《默伦双联画》（Melun Diptych）右半部的圣母很像。斯特林也认为两幅画上的女人相似，特别是向后紧束的头发、高高的颧骨、斜视的眼睛和看起来闷闷不乐的表情。
1821年，普鲁士皇室买下爱德华·索利（Edward Solly）的大量收藏品，《少女的肖像》也在其中，此时刚刚成立的柏林画廊获许挑选藏品。1825年，瓦根判定原始画框上的铭文是（“彼得鲁斯·克里斯托弗里”）的缩写，进而与乔尔乔·瓦萨里1568年版《艺苑名人传》中记载的（“彼得罗·克里斯塔”）联系起来，终于确认这是克里斯蒂的真迹。瓦根还用同一方法认定现存纽约大都会艺术博物馆的金匠肖像《圣埃利古斯》（Saint Eligius）也是克里斯蒂的作品，让画家在默默无闻几个世纪后终于获得人们的重新认识。
瓦根确认《少女的肖像》的作者身份前，克里斯蒂的许多画作都被当成范艾克的作品。经过瓦根正名，克里斯蒂成为公认的大师，现存于世的画作中有六幅已经确认有他的签名，只不过所签文字并不完全相同。此后的一个世纪里，人们为克里斯蒂出书立传，许多美术史学家（特别是潘诺夫斯基）逐渐把他和范艾克的作品区分开来。

## 创作时间

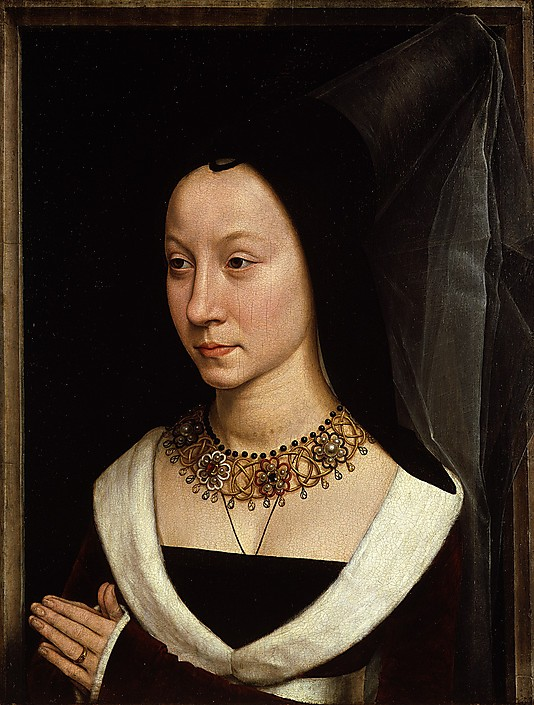
汉斯·梅姆林约1470年完成的《玛利亚·波提纳利像》，现存纽约大都会艺术博物馆

通过对比人物衣饰风格与各时代的流行趋势，沃尔夫冈·舍内（Wolfgang Schöne）于20世纪30年代认定《少女的肖像》大约是在1446年完成。20世纪上半叶，部分一度认定是克里斯蒂画作的作者身份和完成时间都受到质疑。1957年，马克斯·雅各布·弗里德兰德（Max Jakob Friedländer）在著作《早期尼德兰绘画》（Early Netherlandish painting）中推断克里斯蒂画作的创作顺序和完成时间，但短短几年后，他的判断就遭奥托·佩希特（Otto Pächt）驳斥。
1953年，潘诺夫斯基认定肖恩推断的完成时间至少早了20年。在他看来，《少女的肖像》中模特儿衣装类似15世纪60年代末至70年代中期的勃艮第高级时装。潘诺夫斯基认为，汉斯·梅姆林约1470年完成的《玛利亚·波提纳利像》中人物所戴埃宁帽，与克里斯蒂作品中的埃宁帽相似，少女衣装也与15世纪70年代布鲁日泥金装饰手抄本《路易斯·德格鲁修斯的弗鲁瓦萨尔》（》中的女子很像。斯特林判断作品大约是在1465年完成，理由是克里斯蒂画作中的埃宁帽比梅姆林作品中要短得多，这种加长款的流行时间应该比短款要晚几年，同时克里斯蒂的作品中也没有垂悬的面纱。斯特林还进一步指出，与作者早期作品相比，《少女的肖像》景深更大，光线细节更复杂，所以应该是克里斯蒂后期的作品。

### 脚注
1. 1 2 3 4 5 6  Upton, 30
2. ↑  Kemperdick, 24
3. 1 2 3 4 5 6  Suckale, 84
4. 1 2  Van der Elst, 69
5. ↑  Frère, Jean Claude. Early Flemish painting. Terrail, 2007
6. 1 2  Harbison, 126–127
7. ↑  Ainsworth, 25–26
8. 1 2  Kemperdick, 23
9. 1 2 3 4 5  Stapleford, 19
10. ↑  Brown, 70
11. ↑  Ridderbos et al., 314
12. 1 2  Upton, 22
13. 1 2 3 4  Ainsworth, 166, 但从Campbell, 677的记载来看，瓦根1863年出版的著作中没有记录这段拉丁语。
14. ↑  Upton, 29
15. ↑  Ainsworth, 168
16. ↑  Upton, 44
17. ↑  Hand et al., 54
18. ↑  Stapleford, 114
19. ↑  Nash, 101
20. 1 2  Ainsworth, 25
21. ↑  Ainsworth, 30
22. ↑  Ainsworth, 117
23. ↑  Upton, 22
24. ↑  Sterling, 18–19
25. ↑  Sterling, 18
26. ↑  Panofsky, 313

## 扩展阅读
- Geronimus, Dennis. . Yale University Press. 2006. ISBN 0-300-10911-3.